# Rourea calophylla
Rourea calophylla är en tvåhjärtbladig växtart som först beskrevs av Ernest Friedrich Gilg och Schellenberg, och fick sitt nu gällande namn av C.C.H. Jongkind. Rourea calophylla ingår i släktet Rourea och familjen Connaraceae. Inga underarter finns listade i Catalogue of Life.